# Dillon River
Dillon River är ett vattendrag i Kanada.   Det ligger i provinserna Alberta och Saskatchewan, i den centrala delen av landet, 2 600 km väster om huvudstaden Ottawa.
I omgivningarna runt Dillon River växer i huvudsak barrskog. Trakten runt Dillon River är nära nog obefolkad, med mindre än två invånare per kvadratkilometer.